# Gliese 581 d
Gliese 581 d, ook bekend als GJ 581d, is een veronderstelde derde exoplaneet rond de rode dwerg Gliese 581 op 20,5 lichtjaar afstand van de Aarde.

## Historiek
De planeet werd in november 2007 ontdekt door een team onder leiding van Stéphane Udry, onderzoeker bij het Observatorium van de Universiteit van Genève in Zwitserland, met gebruikmaking van het HARPS instrument op de Europese Zuidelijke Sterrenwacht, de telescoop met een spiegeldiameter van 3,6 meter in het La Silla Observatorium in Chili. Het team bestond uit onderzoekers van de universiteiten van Gèneve, Grenoble, Parijs en Lissabon. Udry's team gebruikte de radiële snelheid-techniek, waarbij de grootte en massa van een planeet worden vastgesteld op basis van de storingen die de baan van de moederster induceert via de zwaartekracht.
Het was de eerst ontdekte exoplaneet die in de bewoonbare zone (de z.g. goldilocks zone) ligt van een andere ster, wat betekent dat de planeet niet te dicht bij de ster draait en niet te ver, en daardoor in principe geschikt zou kunnen zijn voor leven zoals op Aarde. Onderzoek door vier onderzoekers van de Pennsylvania State University en de Universiteit van Texas in Austin in 2014 leek uit te wijzen dat de planeet niet bestond. De eerder waargenomen verschuivingen in het licht zouden worden veroorzaakt door magnetische velden op de ster zelf, vergelijkbaar met activiteit van zonnevlekken. Hierdoor werd de exoplaneet beschouwd als "een stellaire activiteit die zich voordoet als een planeet", maar deze stelling werd ontkracht door wetenschappers van de Queen Mary Universiteit van Londen. Nader onderzoek van de beschikbare gegevens duidde op foutieve interpretatie van de data. De gebruikte statistische methode was ongeschikt om het bestaan van kleine planeten aan te tonen. Na een nauwkeuriger onderzoek raakten deskundigen overtuigd van het bestaan van Gliese 581 d.
De ster Gliese 581 waarom de planeet draait bevindt zich in het sterrenbeeld Weegschaal, op ongeveer 20,4 lichtjaren van de Aarde verwijderd. Gliese 581 d zou ongeveer acht keer zo zwaar zijn als de Aarde en zou met een omlooptijd van 84 dagen om de dwergster draaien.